# Yann Bouëssel du Bourg
Vous êtes invité à donner votre avis sur cette page de discussion, de manière argumentée en vous aidant notamment des critères d’admissibilité ou en présentant des sources extérieures et sérieuses.  
Après avoir apposé le modèle {{Admissibilité}} sur une page, suivez les étapes expliquées sur Wikipédia:Débat d'admissibilité/Aide :
| 1. | Créez la page de débat d'admissibilité.                                                                      | Sauvegardez d’abord la page pour l’initialiser puis indiquez votre motivation.                |
| 2. | Important : ajoutez une entrée dans la section Débat d'admissibilité du jour.                                | Utilisez ce texte : *{{L\|Yann Bouëssel du Bourg}}                                            |
| 3. | Pensez à informer les contributeurs principaux de la page et les projets associés lorsque cela est possible. | Utilisez ce texte : {{subst:Avertissement débat d'admissibilité\|Yann Bouëssel du Bourg}}~~~~ |

Jean-Marie Bouëssel du Bourg, ou encore Yann Bouëssel du Bourg, né le 4 décembre 1924 à Paris 9e et mort le 24 mai 1996 au Val-d'Izé (Ille-et-Vilaine), est une personnalité du mouvement breton, professeur d'anglais et de breton, écrivain et militant nationaliste breton.

## Biographie

### Débuts
Il est né à Paris dans une famille originaire de Billé, près de Fougères. Professeur d'anglais, il enseigne à Vannes et à Rennes, tout en apprenant et enseignant le breton. Il soutient en 1985 une thèse d'État sur le journal Arvor de Roparz Hemon,.

### Seconde Guerre mondiale
Militant nationaliste breton et fédéraliste européen dès l'adolescence, il adhère au PNB. Dans la nuit du 27 septembre 1941, il est arrêté avec Arsène Gefflot, administrateur de L'Heure bretonne, alors qu'ils posaient des tracts proclamant : « Ni Anglais, ni Français, ni Allemand, Breton seulement ». Membre du Service spécial de Célestin Lainé, il s'éloigne du Bezen Perrot en raison de son incompatibilité avec le paganisme de Lainé, en accord avec ses convictions chrétiennes, son père intervient pour le retirer de cette formation. Il relate cette période sous le pseudonyme d'Hervé Lanndiern dans un récit en breton publié par les éditions Imbourc'h.

### Militant breton
Proche de Xavier de Langlais, son voisin et ami, Yann Bouëssel du Bourg exerce une influence notable au sein de la confédération Kendalc'h, des scouts Bleimor et de la revue Al Liamm. Il rédige des centaines d'articles sur l'histoire de la Bretagne entre 1970 et 1990, publiés dans des revues telles que Al Liamm, Imbourc'h, Dalc'homp Soñj et Gwenn ha du. Il utilise plusieurs pseudonymes, dont Hervé Lanndiern, H. Lanngrist, Yann Felguer et Volandry. 
Il est président de la section de littérature bretonne à l’Institut Culturel de Bretagne et président de Koun Breizh (« Souvenir breton ») de 1990 à 1994. En 1989, il écrit à Raymond Delaporte, ancien chef du PNB, pour lui témoigner son admiration et son attachement aux idéaux du parti, affirmant que Delaporte restait un guide pour lui et les jeunes militants.
Très impliqué dans le scoutisme, il est animateur des scouts Bleimor et administrateur du journal Sturier Yaouankiz. Puis devient commissaire des scouts d'Europe pour la Bretagne après la rupture avec les Scouts de France. Il publie également une histoire des scouts Bleimor dans la revue nationaliste Gwenn ha du.

## Postérité
Dans une notice nécrologique publiée dans Gwenn ha du, Bernard Le Nail souligne son attachement à l’idéal chevaleresque et son engagement dans le scoutisme, d’abord au sein des scouts Bleimor, puis des scouts d’Europe.

## Vie privée
Il est le père de Malo Bouëssel du Bourg, avocat et militant breton. Son fils, né en 1955, s’engage également dans le scoutisme et le mouvement breton, notamment au sein de Jeune Bretagne et en soutenant des associations comme Skoazell Vreizh.

## Publications
- (br) Yann Bouëssel du Bourg, Buhez Ernest Ar Barzhig, 1979, 63 p. (lire en ligne)
- Yann Bouëssel du Bourg, La Révolution dans le canton de Billé, 1789–1800, Société archéologique d'Ille-et-Vilaine, 1989, 212 p. (lire en ligne)
- Yann Bouëssel du Bourg, Xavier De Langlais, Langleiz : Kanevedenn, Encyclopédie Bretonne, Kanevedenn, 1977, 110 p. (lire en ligne)
- Collectif, GWALARN – Histoire d’un mouvement littéraire : Introduction, manifeste, témoignages, souvenirs, bibliographie, CANO, 1989 (lire en ligne)
- Yann Bouëssel du Bourg, Saint-Aubin du Cormier, sentinelle de la Bretagne, Association Mieux vivre à Saint-Aubin du Cormier, 1988, 80 p. (présentation en ligne)